# Jessaul
Jessaul (sprich: jess-a-ul, auch Esaul; russisch есаул jessaul, ukrainisch осавул ossawul; vom turksprachigen Wort yasaul „der Vorgesetzte“) bezeichnete einen Dienstgrad bei den Kosaken. Der Rang wurde vom polnischen König Stephan Báthory im Jahr 1576 eingeführt und entsprach ab 1798 dem Rang eines Rittmeisters der Kavallerie beziehungsweise dem eines Hauptmanns der Infanterie. Im 20. Jahrhundert erlosch der Rang des Jessaul mit dem Ende der russischen Kosakenheere im Russischen Bürgerkrieg.